# Eleições gerais no Brasil em 2018
As eleições gerais no Brasil em 2018 foram realizadas no dia 7 de outubro. Nesse pleito, foram eleitos os membros do Congresso, sendo 513 deputados federais e 54 senadores (dois terços do total), além de governadores de treze Estados.
A disputa para Presidente e vice-presidente, assim como para governador em outros treze estados: Amazonas, Amapá, Roraima, Rondônia, Pará, Rio Grande do Norte, Sergipe, Minas Gerais, São Paulo, Rio de Janeiro, Mato Grosso do Sul, Santa Catarina, Rio Grande do Sul e no Distrito Federal, foi para o segundo turno, que ocorreu no dia 28 de outubro. Jair Bolsonaro (PSL), que competia com Fernando Haddad (PT), saiu-se vencedor.
Na disputa parlamentar, foi notória a grande renovação tanto para a Câmara dos Deputados quanto para o Senado. Neste, apenas oito das 54 vagas serão ocupadas por candidatos que se candidataram à reeleição; naquela, mais de 50 por cento das cadeiras deverão ser ocupadas por novos deputados. Também foi notável o vertiginoso crescimento do partido do presidente eleito, o Partido Social Liberal (PSL), que, de um partido nanico, do qual apenas um deputado fora eleito em 2014, tornou-se a segunda maior bancada da Câmara, com 52 deputados eleitos.

## Eleição Federal

### Eleição presidencial
Treze candidatos foram confirmados para disputar a Presidência da República, o maior número desde a eleição de 1989, a primeira após a redemocratização, que teve 22 candidatos. O Movimento Democrático Brasileiro (MDB, antigo PMDB) apresentou o primeiro candidato ao governo desde 1994, que foi o Henrique Meirelles, que exercia a função de Ministro da Fazenda no governo Michel Temer. O Partido dos Trabalhadores oficializou a candidatura do ex-presidente Luiz Inácio Lula da Silva. No entanto, Lula encontrava-se preso por corrupção e lavagem de dinheiro, e portanto teve a candidatura indeferida pelo TSE em virtude de sua condenação em segunda instância. A decisão teve como base a Lei da Ficha Limpa. Fernando Haddad assumiu a condição de candidato a presidente em seu lugar.
Tendo obtido uma grande quantidade de votos que iriam para Lula, Haddad logrou chegar ao segundo turno, que ocorreu no dia 28 de outubro, disputando-o com Jair Bolsonaro, do Partido Social Liberal.
| Candidato            | Vice                    | Resultado (2° turno) | Resultado (2° turno) |
| Candidato            | Vice                    | Total de votos       | Percentagem          |
| -------------------- | ----------------------- | -------------------- | -------------------- |
| Jair Bolsonaro (PSL) | Hamilton Mourão (PRTB)  | 57 797 847           | 55,13%               |
| Fernando Haddad (PT) | Manuela d'Ávila (PCdoB) | 47 040 906           | 44,87%               |

### Eleições parlamentares
Todos os 513 membros da Câmara dos Deputados foram eleitos, com candidatos eleitos pelas unidades federativas, variando, por cada uma, de oito a 70 assentos. As eleições para a Câmara dos Deputados ocorrem usando-se o sistema proporcional de lista aberta, com assentos distribuídos usando-se o quociente eleitoral. Neste ano houve uma novidade com a instituição de uma cláusula de barreira. Os partidos tiveram de obter 1,5% dos votos totais ou eleger 9 deputados em 9 diferentes unidades da federação (um terço das 27 unidades da federação) para continuar tendo acesso ao fundo partidário e ao tempo de televisão durante a próxima legislatura. Dois terços dos 81 membros do Senado Federal (54 senadores) foram eleitos, tendo o outro terço sido eleito em 2014. Dois candidatos foram eleitos por cada uma das unidades federativas usando-se o sistema majoritário, com cada eleitor podendo votar em até dois candidatos.

## Eleições nos Estados
Os eleitores aptos a votar elegeram em cada Estado um governador, um vice-governador e deputados estaduais. O número de deputados eleitos varia conforme o Estado.
- Eleições no Acre
- Eleições no Alagoas
- Eleições no Amapá
- Eleições no Amazonas
- Eleições na Bahia
- Eleições no Ceará
- Eleições no Distrito Federal
- Eleições no Espírito Santo
- Eleições em Goiás
- Eleições no Maranhão
- Eleições em Mato Grosso
- Eleições em Mato Grosso do Sul
- Eleições em Minas Gerais
- Eleições no Paraná
- Eleições na Paraíba
- Eleições no Pará
- Eleições em Pernambuco
- Eleições no Piauí
- Eleições no Rio de Janeiro
- Eleições no Rio Grande do Norte
- Eleições no Rio Grande do Sul
- Eleições em Rondônia
- Eleições em Roraima
- Eleições em São Paulo
- Eleições em Santa Catarina
- Eleições em Sergipe
- Eleições no Tocantins

Os governadores e vice-governadores das unidades federativas são eleitos usando-se o mesmo sistema de eleição para presidente do Brasil.
As eleições para as Assembleias Legislativas estaduais e a Câmara Legislativa do Distrito Federal ocorrem usando-se o sistema proporcional de lista aberta, com assentos distribuídos usando-se o quociente eleitoral.

## Resultados

### Renovação no Congresso Nacional

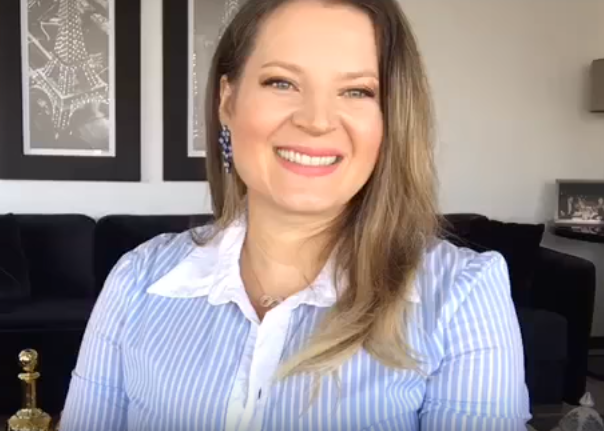
Joice Hasselmann, a segunda deputada federal mais votada por São Paulo.

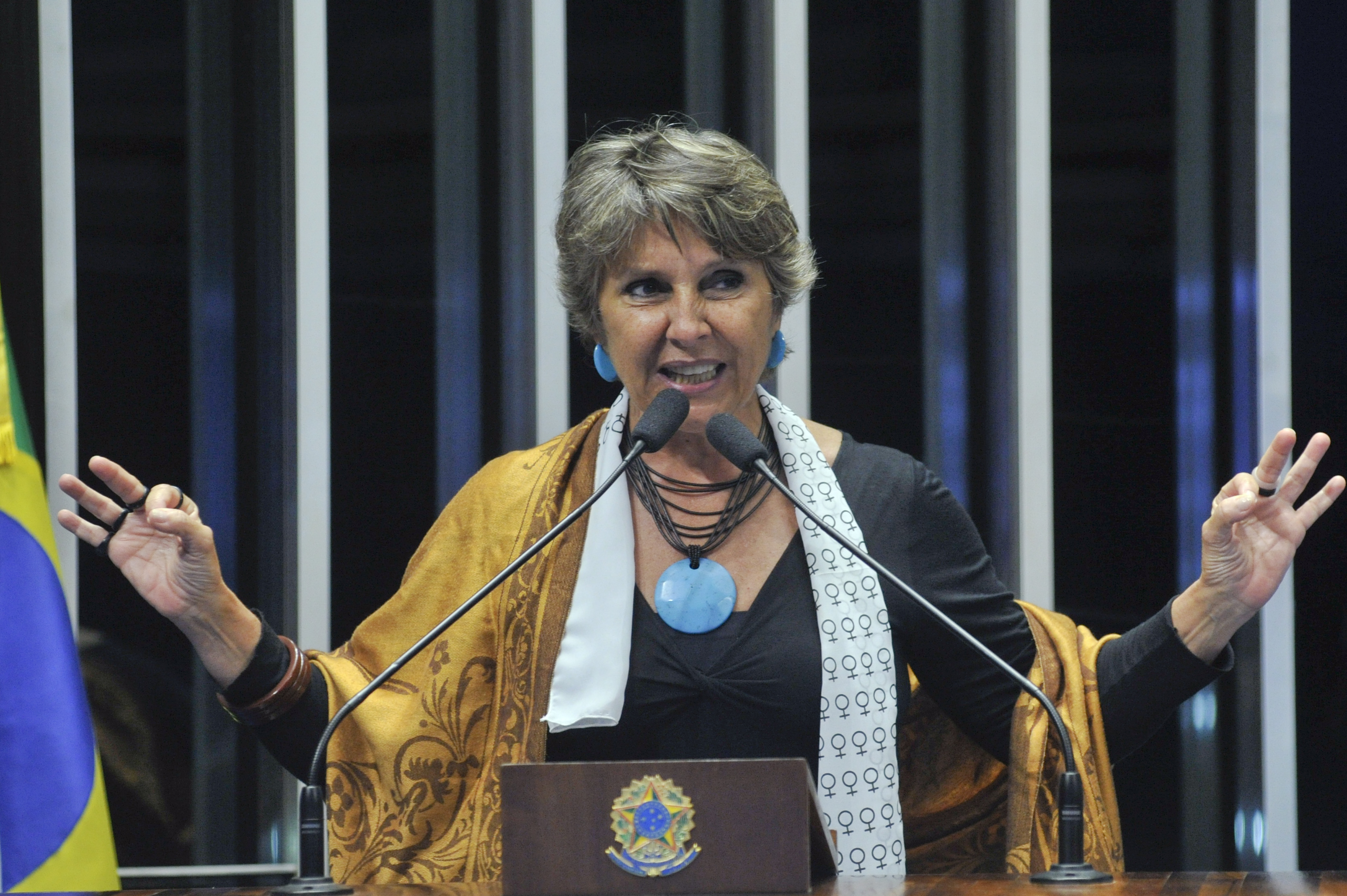
Erika Kokay, a única deputada federal reeleita pelo Distrito Federal.

O Congresso sofreu uma renovação, tendo sido considerada a maior renovação de parlamentares das últimas décadas. Segundo levantamento da BBC, no Senado Federal, apenas oito das 54 vagas em disputa foram ocupadas por candidatos que disputaram reeleição. Na Câmara dos Deputados, a renovação de 50% das cadeiras. O número é superior ao das últimas eleições, quando a taxa ficou em 47 por cento. A última vez em que a Câmara teve uma renovação tão grande foi em 1994, quando 54,2 por cento dos deputados eleitos eram novos.
O partido que mais elegeu na Câmara foi o Partido Social Liberal (PSL) tornando-se o segundo maior partido na casa, ficando atrás somente do PT. Dentre os eleitos pelo PSL estão Eduardo Bolsonaro, o candidato mais votado da história do país; o ator Alexandre Frota; a jornalista Joice Hasselmann; o cientista político e príncipe Luiz Philippe de Orléans e Bragança; e a ativista Carla Zambelli, pautados no liberalismo econômico e de perfil conservador nos costumes. Já por outros partidos, dentre os que apoiaram o impeachment de Dilma, elegeram-se Kim Kataguiri do Movimento Brasil Livre, pelo Democratas (DEM). Pelo Partido Novo, foram eleitos oito deputados federais na Câmara, dentre eles Vinicius Poit e Adriana Ventura.
No Distrito Federal, apenas uma de oito cadeiras ficou com uma deputada federal reeleita. A deputada Erika Kokay (PT) conquistou seu terceiro mandato na Câmara. Todos os outros sete eleitos pelo DF eram novos.  No Paraná, dos 25 deputados que tentaram a reeleição, dez não conseguiram um novo mandato. O deputado federal mais votado foi o Sargento Fahur, do PSD, com mais de 300 mil votos, elegendo-se para seu primeiro mandato. Em Minas Gerais, foram eleitos 24 estreantes, sendo Marcelo Álvaro Antônio, do PSL, o mais votado, com mais de 200 mil votos No Rio de Janeiro, o deputado mais votado foi Hélio Negão, pelo PSL.  Em São Paulo, foram eleitos 30 novos deputados federais.
Dentre os senadores, elegeram-se pelo PSL a advogada Soraya Thronicke e a juíza Selma Arruda, também com foco no combate à corrupção.
Dos senadores considerados da velha política que tentaram reeleição, o atual presidente, Eunício Oliveira, ficou em terceiro lugar no Ceará, os senadores Edison Lobão, Garibaldi Alves, Romero Jucá, e Roberto Requião, todos do MDB, não se reelegeram. Pelo PSDB, Cássio Cunha Lima não conseguiu a reeleição após 32 anos de mandatos.

#### Deputada mais votada
A jurista Janaína Paschoal foi a deputada estadual mais votada da história com mais de dois milhões de votos (o que seria também recorde de votos para deputada federal).

### Resultados gerais
| Estado              | Antes das eleições de 2018 | Antes das eleições de 2018 | Antes das eleições de 2018 | Antes das eleições de 2018      | Antes das eleições de 2018      | Depois das eleições de 2018 | Depois das eleições de 2018 | Depois das eleições de 2018 | Depois das eleições de 2018 | Depois das eleições de 2018 |
| Estado              | Governador                 | Ass. Legislativa           | Câmara Federal             | Senadores (2/3 eleitos em 2010) | Senadores (2/3 eleitos em 2010) | Governador                  | Ass. Legislativa            | Câmara Federal              | Senadores (2/3 renovados)   | Senadores (2/3 renovados)   |
| ------------------- | -------------------------- | -------------------------- | -------------------------- | ------------------------------- | ------------------------------- | --------------------------- | --------------------------- | --------------------------- | --------------------------- | --------------------------- |
| Acre                | PT                         | PT                         | PT                         | PT                              | PSD                             | PP                          | PT                          | MDB                         | PSD                         | MDB                         |
| Alagoas             | MDB                        | PSDB                       | SEM MAIORIA                | PP                              | MDB                             | MDB                         | MDB                         | PSB                         | PSDB                        | MDB                         |
| Amapá               | PDT                        | PRB                        | SEM MAIORIA                | PSB                             | REDE                            | PDT                         | PR                          | SEM MAIORIA                 | REDE                        | PTB                         |
| Amazonas            | PDT                        | PSD                        | SEM MAIORIA                | PCdoB                           | MDB                             | PSC                         | PV / PP                     | SEM MAIORIA                 | PSDB                        | MDB                         |
| Bahia               | PT                         | PT                         | PT                         | PSB                             | PP                              | PT                          | PT / PSD                    | PT                          | PT                          | PSD                         |
| Ceará               | PT                         | PROS                       | PT                         | MDB                             | PT                              | PT                          | PDT                         | PDT                         | PDT                         | PROS                        |
| Distrito Federal    | PSB                        | PT                         | SEM MAIORIA                | PPS                             | PROS                            | MDB                         | SEM MAIORIA                 | SEM MAIORIA                 | PSB                         | PSDB                        |
| Espírito Santo      | MDB                        | MDB                        | SEM MAIORIA                | PR                              | PSDB                            | PSB                         | PSL                         | SEM MAIORIA                 | REDE                        | PPS                         |
| Goiás               | PSDB                       | PSDB                       | PSDB                       | PSB                             | DEM                             | DEM                         | PSDB                        | SEM MAIORIA                 | PP                          | PRP                         |
| Maranhão            | PCdoB                      | MDB / PV                   | MDB                        | MDB                             | MDB                             | PCdoB                       | PCdoB                       | SEM MAIORIA                 | PDT                         | PPS                         |
| Mato Grosso         | PSDB                       | PR                         | PSB                        | PR                              | PODE                            | DEM                         | SEM MAIORIA                 | SEM MAIORIA                 | PSL                         | DEM                         |
| Mato Grosso do Sul  | PSDB                       | MDB                        | SEM MAIORIA                | MDB                             | PT                              | PSDB                        | PSDB                        | SEM MAIORIA                 | PTB                         | PSL                         |
| Minas Gerais        | PT                         | PT                         | PT                         | PSDB                            | MDB                             | NOVO                        | PT                          | PT                          | DEM                         | PHS                         |
| Pará                | PSDB                       | MDB                        | SEM MAIORIA                | PSDB                            | MDB                             | MDB                         | MDB/PSDB                    | SEM MAIORIA                 | MDB                         | PSC                         |
| Paraíba             | PSB                        | PSB                        | SEM MAIORIA                | PSDB                            | PSD                             | PSB                         | PSB                         | SEM MAIORIA                 | PSB                         | PP                          |
| Paraná              | PP                         | PSC                        | SEM MAIORIA                | PT                              | MDB                             | PSD                         | PSL                         | PSD                         | PODE                        | REDE                        |
| Pernambuco          | PSB                        | PSB                        | PSB                        | PTB                             | PT                              | PSB                         | PSB                         | PSB                         | PT                          | MDB                         |
| Piauí               | PT                         | MDB                        | SEM MAIORIA                | PODE                            | PT                              | PT                          | MDB                         | SEM MAIORIA                 | PP                          | MDB                         |
| Rio de Janeiro      | MDB                        | MDB                        | PR                         | PRB                             | PT                              | PSC                         | PSL                         | PSL                         | PSL                         | PSD                         |
| Rio Grande do Norte | PSD                        | PSDB                       | SEM MAIORIA                | MDB                             | DEM                             | PT                          | PSDB                        | SEM MAIORIA                 | REDE                        | PHS                         |
| Rio Grande do Sul   | MDB                        | PT                         | PT                         | PP                              | PT                              | PSDB                        | SEM MAIORIA                 | PT                          | PP                          | PT                          |
| Rondônia            | PSB                        | MDB / PP                   | MDB                        | PP                              | MDB                             | PSL                         | SEM MAIORIA                 | SEM MAIORIA                 | DEM                         | MDB                         |
| Roraima             | PP                         | PRB / MDB                  | SEM MAIORIA                | PDT                             | MDB                             | PSL                         | SEM MAIORIA                 | SEM MAIORIA                 | DEM                         | PRB                         |
| Santa Catarina      | MDB                        | MDB                        | MDB                        | PSDB                            | PSDB                            | PSL                         | MDB                         | SEM MAIORIA                 | PP                          | PR                          |
| São Paulo           | PSB                        | PSDB                       | PSDB                       | PSDB                            | SEM PARTIDO                     | PSDB                        | PSL                         | PSL                         | PSL                         | PSDB                        |
| Sergipe             | PSD                        | MDB                        | SEM MAIORIA                | PSDB                            | PSB                             | PSD                         | PSD                         | SEM MAIORIA                 | REDE                        | PT                          |
| Tocantins           | PHS                        | SOLIDAR.                   | SEM MAIORIA                | PSDB                            | PR                              | PHS                         | MDB                         | SEM MAIORIA                 | SOLIDAR.                    | PSD                         |